# Axel Thue
Axel Thue (ur. 19 lutego 1863 w Tønsbergu, zm. 7 marca 1922 w Oslo) – norweski matematyk, znany z prac z zakresu aproksymacji diofantycznej i kombinatoryki.
Studiował na Wydziale Matematyki i Nauk Przyrodniczych Uniwersytetu w Oslo, który ukończył w 1889, w 1903 został mianowany profesorem matematyki stosowanej na Uniwersytecie w Oslo. Funkcję tę pełnił aż do śmierci w 1922 roku. W 1914 sformułował tak zwany problem słowa lub problem Thuego, związany blisko z problemem stopu.